# Албероне (Павија)
Албероне (итал. Alberone) је насеље у Италији у округу Павија, региону Ломбардија.
Према процени из 2011. у насељу је живело 211 становника. Насеље се налази на надморској висини од 50 м.